# Abborrsjön, Dalsland
Abborrsjön är en sjö i Färgelanda kommun i Dalsland och ingår i Göta älvs huvudavrinningsområde. Sjöns area är 0,005 kvadratkilometer och den är belägen 115 meter över havet.